# باري تاكر
باري تاكر (بالإنجليزية: Barry Tucker)‏ (28 أغسطس 1952 بسوانزي في المملكة المتحدة - ) هو لاعب كرة قدم بريطاني في مركز الظهير. لعب مع نادي برينتفورد ونادي نورثامبتون تاون.